# روميو فيليبوفيتش
روميو فيليبوفيتش (بالألمانية: Romeo Filipović)‏ هو لاعب كرة قدم ألماني في مركز الوسط، ولد في 31 مارس 1986 في ركلنهاوزن في ألمانيا. لعب مع جيلييزنيتشار ساراييفو ونادي آير يونايتد ونادي سلوبودا توزلا ونادي كوبر ويونيفرسيتاتيا كرايوفا.

## وصلات خارجية
- روميو فيليبوفيتش على موقع قاعدة بيانات كرة القدم.إي يو (الإنجليزية)
- روميو فيليبوفيتش على موقع عالم كرة القدم.نت (الإنجليزية)